# Sá sùng
Sá sùng hay sa trùng (danh pháp hai phần: Sipunculus nudus) là một loại hải sản thuộc ngành Sá Sùng. Loài này thường gặp ở vùng biển Vân Đồn và Móng Cái, tỉnh Quảng Ninh, ở Nha Trang, (Cửa Bé, Hòn Rùa...), Côn Đảo, ngoài ra còn có ở bãi biển Vạn Mỹ, Đông Hưng, Trung Quốc.

## Tên gọi
Tại Việt Nam, tùy theo mỗi vùng, tên dân gian của loài động vật này mỗi khác như sa sùng, sâu đất, đồn đột, chặt khoai, giun biển, địa sâm, bi bi, con cạp đất, đặc biệt người dân huyện Vân Đồn, Quảng Ninh thường gọi là "mồi".

## Mô tả

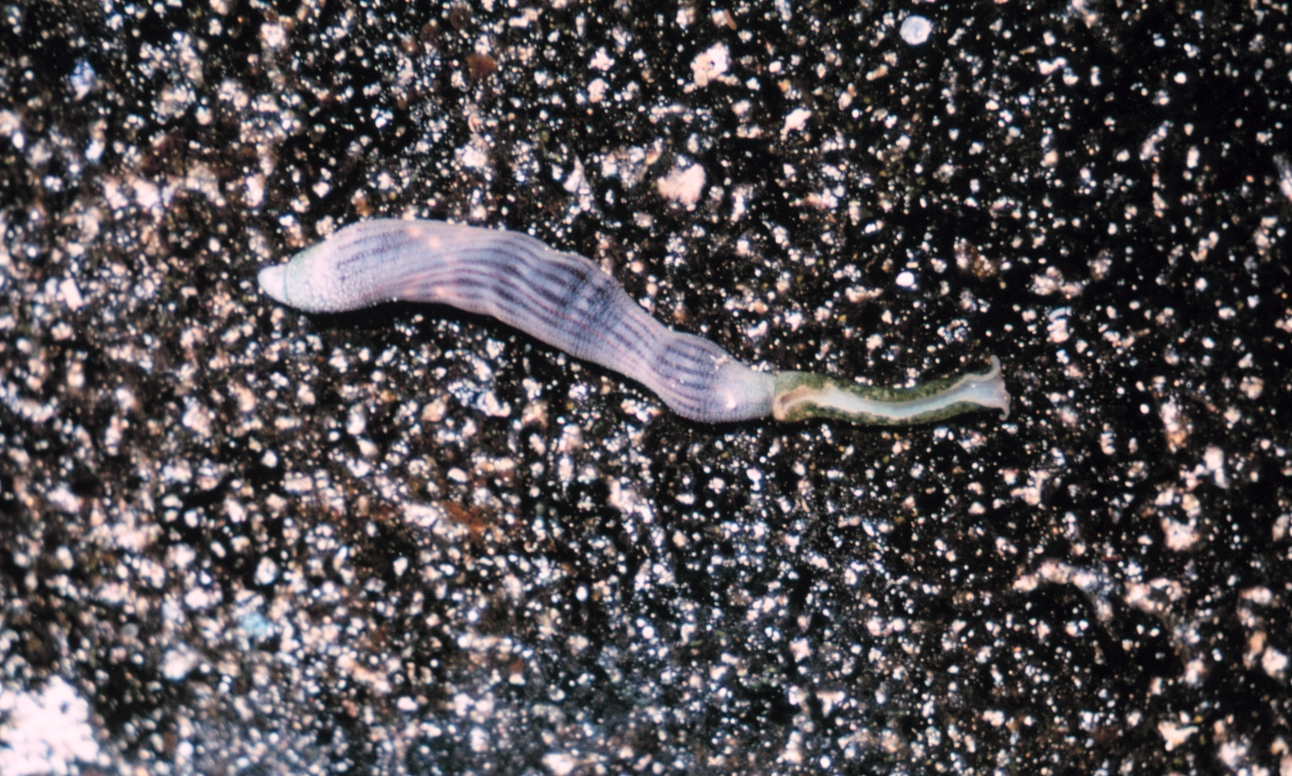
Những con sá sùng còn tươi.

Sá sùng thuộc ngành giun đốt chỉ sống ở những bãi cát ven biển nơi thủy triều lên, xuống tạo ra những doi cát. Chúng có hình dạng na ná như một con giun khổng lồ đầy màu sắc, trong những hang đá, khe cát ở tận dưới đáy biển sâu từ 10 đến 30 m. Khi còn tươi, sá sùng có độ dài khoảng 5 đến 10 cm, cá biệt có con dài đến 15–40 cm, đường kính 20 cm, nặng từ 1 đến 3 kg. Khi bị bắt lên khỏi mặt biển, chúng thu mình lại, tròn như một quả bóng, cái miệng bé như lỗ van bơm hơi. Da thay đổi màu sắc tùy theo môi trường nó ở, dùng tay sờ vào thấy mềm và mát. Ruột sá sùng giống như ruột giun, chỉ một đường ống từ đầu đến cuối, không có tim, gan, phổi.

## Đặc sản ẩm thực
Sá sùng là một trong những hải sản quý hiếm. Từ thời xưa, chúng được khai thác để làm cống vật cho vua, quan. Chỉ có những người giàu có mới đủ điều kiện sử dụng.
Theo Đông y, sá sùng có thể sử dụng như một vị thuốc cường dương, tăng sinh lực. Chúng có thể dùng để chế biến để làm thuốc bằng cách ngâm nước muối, luộc chín, căng ra phơi khô. Muốn ăn lại thì đem luộc lần nữa rồi cắt thành từng miếng nhỏ nấu với thuốc Bắc hoặc bỏ vào bụng gà ác hầm nhừ rồi ăn.
Ngoài ra, sá sùng còn được sử dụng cả lúc còn tươi (nấu canh, xáo) hay khô (rang). Trong món phở truyền thống của Hà Nội và Nam Định, để làm ngọt nước dùng, ngoài ninh xương bò, người ta còn cho thêm sá sùng hoặc tôm nõn.

## Giá trị kinh tế
Do đặc tính trên, sá sùng là loài hải sản có giá trị kinh tế rất cao, nhưng do đánh bắt quá mức nên số lượng đã giảm đáng kể. Mùa khai thác thích hợp từ tháng 3 đến tháng 7, ngư dân thường đào sá sùng khi nước biển xuống, đem về chế biến bằng cách phơi khô. Kỹ thuật chế biến cũng khá phức tạp, nếu không sẽ có rất nhiều cát. Vì vậy giá của sá sùng thành phẩm rất đắt: 1 kg sá sùng khô thường có giá trị tương đương 1 chỉ vàng.
Theo như thị trường hiện nay đánh giá, sá sùng của huyện Hải Hà, đảo Quan Lạn, huyện Vân Đồn là loại sá sùng ngon và có chất lượng cao nhất. Ngoài ra, loại sá sùng ở vùng cù lao Ré (bây giờ là huyện đảo Lý Sơn, Quảng Ngãi) cũng được đánh giá cao.